# Górnik Zabrze w sezonie 1954
Sezon 1954 był 6. sezonem w historii klubu i 3. na drugim poziomie rozgrywek ligowych. Górnik zakończył rozgrywki II ligi na 5. miejscu. Rozgrywki Pucharu Polski rozpoczął od I rundy 1/32 finału docierając do 1/8 finału.

## Stadion
Miejscem rozgrywania spotkań domowych był otwarty w 1934 roku stadion przy obecnej ul. Roosevelta 81 mieszczący ok. 35.000 widzów.

## II Liga

### Tabela
| Poz. | Drużyna          | M  | Punkty | Z  | R | P  | Bramki | Bramki | Bramki |
| Poz. | Drużyna          | M  | Punkty | Z  | R | P  | +      | –      | +/−    |
| ---- | ---------------- | -- | ------ | -- | - | -- | ------ | ------ | ------ |
| 3    | Włókniarz Kraków | 20 | 27     | 13 | 1 | 6  | 38     | 20     | 18     |
| 4    | Górnik Bytom     | 20 | 27     | 12 | 3 | 5  | 28     | 19     | 9      |
| 5    | Górnik Zabrze    | 20 | 21     | 7  | 7 | 6  | 24     | 16     | 8      |
| 6    | Górnik Wałbrzych | 20 | 19     | 7  | 5 | 8  | 37     | 26     | 11     |
| 7    | Ogniwo Tarnów    | 20 | 17     | 7  | 3 | 10 | 30     | 38     | -8     |

    awans do I ligi

### Wyniki spotkań
| Mecz            | Data            | Stadion   | Przeciwnik        | Wynik | Punkty | Strzelcy                             |
| --------------- | --------------- | --------- | ----------------- | ----- | ------ | ------------------------------------ |
| Runda wiosenna  |                 |           |                   |       |        |                                      |
| 1               | 14 marca        | Gdańsk    | Budowlani Gdańsk  | 2:1   | 2      | Fojcik (2)                           |
| 2               | 21 marca        | Zabrze    | Budowlani Opole   | 1:1   | 3      | Jarczyk                              |
| 3               | 28 marca        | Wrocław   | Ogniwo Wrocław    | 2:1   | 5      | Jarczyk, Gawlik                      |
| 4               | 4 kwietnia      | Zabrze    | Kolejarz Warszawa | 3:1   | 7      | Czech, Gawlik, Fojcik                |
| 5               | 11 kwietnia     | Sosnowiec | Stal Sosnowiec    | 0:1   | 7      | –                                    |
| 6               | 30 maja         | Zabrze    | Ogniwo Tarnów     | 5:1   | 9      | Fojcik (3), Szalecki, Jarczyk        |
| 7               | 6 czerwca       | Kraków    | Włókniarz Kraków  | 0:1   | 9      | –                                    |
| 8               | 13 czerwca      | Zabrze    | Górnik Bytom      | 0:2   | 9      | –                                    |
| 9               | 17 czerwca      | Wałbrzych | Górnik Wałbrzych  | 1:1   | 10     | Czech                                |
| Runda rewanżowa |                 |           |                   |       |        |                                      |
| 10              | 8 sierpnia      | Zabrze    | Gwardia Kielce    | 2:0   | 12     | Fojcik, Czech                        |
| 11              | 22 września     | Zabrze    | Stal Sosnowiec    | 0:0   | 13     | –                                    |
| 12              | 26 września     | Warszawa  | Kolejarz Warszawa | 0:1   | 13     | –                                    |
| 13              | 3 października  | Tarnów    | Ogniwo Tarnów     | 0:1   | 13     | –                                    |
| 14              | 10 października | Zabrze    | Włókniarz Kraków  | 1:0   | 15     | Czech                                |
| 15              | 17 października | Bytom     | Górnik Bytom      | 0:0   | 16     | –                                    |
| 16              | 24 października | Opole     | Budowlani Opole   | 2:2   | 17     | Fojcik, Gawlik                       |
| 17              | 31 października | Zabrze    | Górnik Wałbrzych  | 0:0   | 18     | –                                    |
| 18              | 7 listopada     | Kielce    | Gwardia Kielce    | 0:0   | 19     | –                                    |
| 19              | 14 listopada    | Zabrze    | Budowlani Gdańsk  | 0:2   | 19     | –                                    |
| 20              | 21 listopada    | Zabrze    | Ogniwo Wrocław    | 5:0   | 21     | Szalecki (2), Jarczyk, Fojcik, Czech |

    zwycięstwo     remis     porażka

## Puchar Polski
Górnik Zabrze rozpoczął rozgrywki pucharowe od 1/32 finału pokonując na inaugurację drużynę Gryfa Słupsk 2:1. Odpadł z rozgrywek w 1/8 finału przegrywając z zespołem Górnika Radlin.
| Faza | Data         | Stadion | Przeciwnik       | Wynik | Strzelcy                    |
| ---- | ------------ | ------- | ---------------- | ----- | --------------------------- |
| 1/32 | 15 listopada | Słupsk  | Gryf Słupsk      | 2:1   | Szalecki, gol samobójczy    |
| 1/16 | 7 marca      | Gdańsk  | Budowlani Gdańsk | 3:0   | walkower na korzyść Górnika |
| 1/8  | 25 kwietnia  | Radlin  | Górnik Radlin    | 0:1   | –                           |

    zwycięstwo     remis     porażka

## Mecze towarzyskie
| Data        | Stadion     | Przeciwnik        | Wynik | Strzelcy                     |
| ----------- | ----------- | ----------------- | ----- | ---------------------------- |
| 19 kwietnia | Zabrze      | Zawisza Bydgoszcz | 0:2   | –                            |
| 9 maja      | brak danych | Wisła Kraków      | 0:1   | –                            |
| 16 maja     | Zabrze      | Kolejarz Poznań   | 4:1   | brak danych                  |
| maj         | Zabrze      | Cracovia          | 1:2   | Czech                        |
| czerwiec    | brak danych | Górnik Wałbrzych  | 0:0   | –                            |
| 22 sierpnia | Łódź        | ŁKS Łódź          | 0:0   | –                            |
| 29 sierpnia | Zabrze      | ŁKS Łódź          | 0:1   | –                            |
| wrzesień    | Zabrze      | Górnik Radlin     | 2:0   | brak danych                  |
| wrzesień    | Kraków      | Cracovia          | 0:3   | –                            |
| 5 grudnia   | Zabrze      | Baník Vítkovice   | 4:0   | Szalecki, Fojcik (2), Gawlik |

    zwycięstwo     remis     porażka

## Zawodnicy

### Skład
| Bramkarze                                                                                          |                  |      |                     |    |   |   |   |    |   |
| Józef Kaczmarczyk                                                                                  | 25 stycznia 1931 | 1949 | Pogoń Zabrze        | 17 | – | 1 | – | 18 | - |
| Ginter Procek                                                                                      | 28 sierpnia 1924 | 1948 | Concordia Zabrze    | 2  | – | 1 | – | 3  | - |
| Obrońcy                                                                                            |                  |      |                     |    |   |   |   |    |   |
| Karol Dominik                                                                                      | 4 maja 1930      | 1949 | RKS Jadwiga         | 19 | – | 2 | – | 21 | - |
| Henryk Zimmermann                                                                                  | 27 lutego 1929   | 1948 | Concordia Zabrze    | 19 | – | 2 | – | 21 | - |
| Pomocnicy                                                                                          |                  |      |                     |    |   |   |   |    |   |
| Ginter Helmrich                                                                                    | 21 grudnia 1930  | 1949 | brak danych         | 3  | – | – | – | 3  | - |
| Henryk Czech                                                                                       | 21 września 1934 | 1948 | Pogoń Zabrze        | 18 | 5 | 2 | – | 20 | 5 |
| Ginter Gawlik                                                                                      | 5 grudnia 1930   | 1949 | Górnik Biskupice    | 14 | 3 | 1 | – | 15 | 3 |
| Eryk Nowara                                                                                        | 12 grudnia 1928  | 1948 | Zjednoczenie Zabrze | 19 | – | 2 | – | 21 | - |
| Henryk Szalecki                                                                                    | 25 lutego 1933   | 1948 | Zjednoczenie Zabrze | 16 | 3 | 2 | 1 | -  | 4 |
| Paweł Winderlich                                                                                   | 18 czerwca 1928  | 1948 | brak danych         | –  | – | – | – | -  | - |
| Napastnicy                                                                                         |                  |      |                     |    |   |   |   |    |   |
| Manfred Fojcik                                                                                     | 16 lipca 1924    | 1949 | Górnik Biskupice    | 19 | 9 | 2 | – | 21 | 9 |
| Antoni Franosz                                                                                     | 9 lutego 1928    | 1948 | Pogoń Zabrze        | 18 | – | 2 | – | 20 | - |
| Waldemar Jarczyk                                                                                   | 2 stycznia 1934  | 1952 | Pogoń Zabrze        | 16 | 4 | 2 | – | 18 | 4 |
| Maksymilian Klenczar                                                                               | 1 listopada 1925 | 1948 | Pogoń Zabrze        | 19 | – | 2 | – | 21 | - |
| Alfred Kokot                                                                                       | 25 stycznia 1928 | 1954 | Górnik 20 Katowice  | 13 | – | – | – | 13 | - |
| Statystyka występów nie obejmuje spotkania ligowego z Gwardią Kielce i pucharowego z Gryfem Słupsk |                  |      |                     |    |   |   |   |    |   |

### Transfery

#### Przyszli
| Poz | Nazwisko        | Poprzedni klub     |
| --- | --------------- | ------------------ |
| PO  | Ginter Helmrich | brak danych        |
| NA  | Alfred Kokot    | Górnik 20 Katowice |

#### Odeszli
| Poz | Nazwisko        | Nowy klub   |
| --- | --------------- | ----------- |
| BR  | Paweł Schneider | brak danych |
| OB  | Ginter Helmrich | brak danych |
| PO  | Ginter Pawlik   | brak danych |
| NA  | Bernard Morys   | brak danych |
| NA  | Herbert Pfeifer | brak danych |